# Gottfried August Bürger

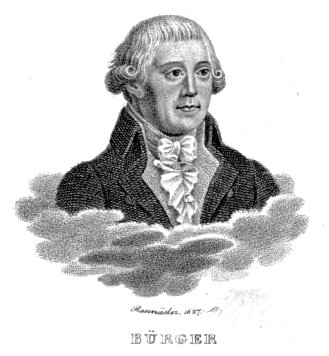
Gottfried August Bürger

Gottfried August Bürger (Molmerswende, 31 december 1747 — Göttingen, 8 juni 1794) was een Duits dichter uit de Sturm und Drang, en grondlegger van de kunstballade.

## Leven
Bürger was de zoon van een dominee uit de Harz. Hij studeerde theologie aan de Universiteit van Halle, waar hij ook naar school was geweest. In Halle ontstond een verbond van dichters die, onder invloed van het Rococo, anacreontische poëzie schreven, met veel aandacht voor de idylle en het bucolische leven. Bürger stond zeer sympathiek tegenover deze beweging. In 1768 ging hij filologie en rechten studeren in Göttingen, alwaar hij tevens bevriend raakte met de dichters van de Hainbund, een vooruitstrevend collectief dat in 1772 werd opgericht. In dat jaar werd hij baljuw in Altengleichen, in dienst van de adellijke familie von Uslar.
Bürger leidde geen gelukkig leven: financieel is het hem nooit voor de wind gegaan, en als baljuw werd hij voortdurend bespot en gehekeld door zijn werkgevers. Hij poogde meermaals een postje als staatsambtenaar te bemachtigen, maar greep ernaast, wellicht door toedoen van zijn als immoreel beschouwde, alom bekende huwelijksleven. In 1774 was hij met Dorette Leonhart gehuwd, maar werd verliefd op zijn schoonzuster, Auguste, met een complexe driehoeksrelatie tot gevolg. Weliswaar had hij in 1773 algemene bijval geoogst met zijn ballade Lenore, die vernieuwend was omdat ze een traditionele, volkse versvorm met een verlicht gedachtegoed combineerde, maar tegelijkertijd werd hij nooit van bittere kritiek gespaard, zowel artistiek als persoonlijk. Zijn vrouw stierf in 1784, waarop hij snel met zijn schoonzuster huwde, maar ook zij stierf, een jaar later in het kraambed. Hij was toen als privéleraar actief, totdat hij in 1789 tot professor in de esthetica aan de universiteit van Göttingen benoemd werd; voor deze positie werd hij evenwel niet betaald. Zijn voornaamste inkomen haalde hij uit zijn redacteurschap van de Göttinger Musenalmanach, dat hij van 1779, een jaar na de publicatie van zijn dichtbundel, tot aan zijn dood bleef bekleden. Elise Hahn, een meisje uit Zwaben, poogde (met succes) hem te benaderen (zij schreef een erotisch gedicht voor hem). Ze huwden in 1790 maar ook dit huwelijk werd een mislukking, en het paar scheidde twee jaar later.
De grootste kaakslag kreeg Bürger echter door Friedrich von Schiller toegediend: diens Besprechung von Bürgers Gedichten, uit 1791, was een regelrechte aanval op alles wat Bürger geproduceerd had. Daarenboven schuwde Schiller het argumentum ad hominem niet: naast een vernietigende kritiek op Bürgers balladestijl, maakte hij hem zwart door op zijn schunnige liefdesleven toe te spelen. Dit werk van Schiller, dat hem de bewondering van Goethe opleverde, zorgde voor een tweespalt in de Duitse literaire opvattingen over poëzie. De toentertijd sterk vereenzaamde Bürger heeft zich niet verweerd, maar kon wel rekenen op de steun van zijn geestesverwanten. Enerzijds ontstond zodoende een stroming die de Bürger-stijl aankleefde, en anderzijds kwam het Duitse classicisme in zwang. Beide zijn echter in zekere zin erfgenamen van de Sturm und Drang.
Bürger was in vele opzichten revolutionair en vernieuwend: niet enkel had hij veel sympathie voor de politieke omwentelingen van de Franse Revolutie, maar tevens was hij de eerste die erin slaagde een nieuw soort ballade te scheppen. De latere romantische beweging, waarvan men in Bürger reeds aankondigingen ziet, neemt bij Bürger de vorm van een diepe emotionele bevlogenheid aan, die geworteld zit in oeroude germaanse versvormen. In tegenstelling tot de volksballade hebben de balladen van Bürger een existentiële gevoelsmatigheid, die niet in klassieke zin gerationaliseerd wordt, maar in een overloop en uitbarstingen van emoties gekanaliseerd wordt. Ook zijn sonnetten hebben dit kenmerk. Een belangrijke inspiratiebron voor Bürger vormde Johann Gottfried Herder. Hij incorporeerde christelijke, politieke en komische elementen in zijn lyriek, en streefde steeds naar een algemene toegankelijkheid voor alle lezers, niet enkel de klassiek geschoolden: hierdoor werd zijn poëzie bij het brede publiek bijzonder gewaardeerd.
Het belangrijkste model voor Bürgers lyriek waren de Engelse balladen, waarmee hij in Göttingen in contact was gekomen: het Engelse koningshuis was van Hannoverse afkomst, met een niet onaanzienlijke invloed van Engelse poëzie in die contreien tot gevolg. Bürger vertaalde Macbeth van Shakespeare en was overtuigd van de authenticiteit van de verzen van Ossian. Schotse balladen trokken zijn bijzondere aandacht, waarvan hij er eveneens enkele vertaalde. Ook de Duitse vertaling van de avonturen van Baron van Münchhausen staat op zijn actief. Uit zijn werk spreekt bovenal een diepe eerlijkheid.
Balladen van Bürger zijn onder andere Lenore; Des Pfarrers Tochter von Taubenhain; Der Kaiser und der Abt; Der wilde Jäger; Des Armen Suschens Traum; Das Lied vom braven Mann; Der Bauer. An seinen Durchlauchtigen Tyrannen; Lenardo und Blandine; Elegie (Als Molly sich losreißen wollte); Die Entführung en Der Raubgraf. Een politiek-revolutionaire toespraak van hem is Ermunterung zur Freiheit. In de balladen steken vaak bloedige scènes en geheimzinnige, gotische elementen, en de figuur Molly, prominent aanwezig in zijn vroege lyriek, staat voor zijn schoonzuster Auguste Leonhart.
Ofschoon tijdens zijn leven sterk verguisd, heeft Bürger desalniettemin een sterke stempel op de Duitse poëzie nagelaten, die hij daarenboven ontegenzeglijk een nieuwe koers heeft laten varen. Men kan hem zelfs al een zeker naturalisme toedichten.

## Werken
- 1778 Gedichte

Vele van zijn gedichten zijn in de Göttinger Musenalmanach verschenen.
- Bibsys: 90124457
- Biblioteca Nacional de Chile: 000042436
- Biblioteca Nacional de España: XX1162596
- Bibliothèque nationale de France: cb118939838 (data)
- Catàleg d'autoritats de noms i títols de Catalunya: 981058509572006706
- CiNii: DA00463450
- Digitale Bibliotheek voor de Nederlandse Letteren: burg059
- Gemeinsame Normdatei: 118517104
- International Standard Name Identifier: 0000 0001 1992 5036
- Library of Congress Control Number: n50045566
- Nationale Bibliotheek van Letland: 000021105
- MusicBrainz: c8414f8b-dbe2-40b0-940c-46ecbffca658
- Bibliotheek van het Japanse parlement: 00434821
- Nationale Bibliotheek van Tsjechië: jo20000054854
- Nationale bibliotheek van Australië: 35023779
- Nationale Bibliotheek van Israël: 987007259223205171
- Nationale Bibliotheek van Polen: a0000001228143
- Nationale en Universitaire bibliotheek Zagreb: 000063599
- Nederlandse Thesaurus van Auteursnamen: 068980469
- Réseau des bibliothèques de Suisse occidentale: 02-A003065368
- Russische Staatsbibliotheek: 000015075
- LIBRIS: 209465
- SNAC: w60p1b5g
- Système universitaire de documentation: 026752301
- Trove: 797697
- Virtual International Authority File: 95167251
- WorldCat: E39PBJhmGJFg6Jfxw7XyCcXcfq